# Поцелуев, Иван Николаевич
Иван Николаевич Поцелуев (4 января 1916 — 18 февраля 2000) — советский офицер, участник Великой Отечественной войны, командир роты автоматчиков 100-го гвардейского стрелкового полка 35-й гвардейской Лозовской стрелковой дивизии 8-й гвардейской армии 3-го Украинского фронта, гвардии капитан. Герой Советского Союза (03.06.1944).

## Биография
Поцелуев Иван Николаевич родился 22 декабря 1915 (4 января 1916) года в городе Аткарск ныне Саратовской области в семье рабочего. Русский. Окончил 7 классов. Работал токарем на заводе.
В Красной Армии в 1937—1940 годах и с июля 1941 года. В действующей армии с декабря 1942 года. Член ВКП(б)/КПСС с 1945 года.
Командир роты автоматчиков 100-го гвардейского стрелкового полка 35-й гвардейской стрелковой дивизии 8-й гвардейской армии 3-го Украинского фронта комсомолец гвардии старший лейтенант Иван Поцелуев с группой автоматчиков 19 декабря 1943 года участвовал в прорыве вражеской обороны в районе севернее города Никополь Днепропетровской области Украины и захватил выгодный рубеж.
В ходе этого прорыва отважный командир роты И. Н. Поцелуев был ранен, но поля боя не покинул.
В январе 1944 года в бою у села Николаевка Днепропетровской области Украины гвардии старший лейтенант Поцелуев И. Н. вместе с бойцами вверенной ему роты отбил попытку гитлеровцев прорваться к наблюдательному пункту командира 100-го гвардейского стрелкового полка майора Воинкова А. М.
Указом Президиума Верховного Совета СССР от 3 июня 1944 года за образцовое выполнение боевых заданий командования на фронте борьбы с немецко-фашистскими захватчиками и проявленные при этом мужество и героизм гвардии старшему лейтенанту Поцелуеву Ивану Николаевичу присвоено звание Героя Советского Союза с вручением ордена Ленина и медали «Золотая Звезда» (№ 3447).
После войны капитан Поцелуев И. Н. — в запасе. В 1953 году он окончил торговую школу в Ленинграде. Жил в городе Сочи Краснодарского края. Около 50 лет работал директором сочинского гастронома № 1.
С 1996 года почётный гражданин города Сочи.
Умер 18 февраля 2000 года.

## Награды и звания
- Герой Советского Союза (указ Президиума Верховного Совета СССР от 3 июня 1944 года):
  - орден Ленина,
  - медаль «Золотая Звезда» № 3447;
- орден Отечественной войны I степени (указ Президиума Верховного Совета СССР от 11 марта 1985 года);
- орден Красной Звезды. (приказ командира 35-й гвардейской стрелковой дивизии № 046/н от 10 октября 1943 года);
- медали СССР.
- Заслуженный работник торговли РСФСР.
- Почётный гражданин города Сочи (1996).

## Память
- В городе Аткарске на здании школы установлен его барельеф.
- Улица в городе Аткарске носит имя И. Н. Поцелуева.
- В городе Сочи школа носит имя Поцелуева И.Н